# Шлепаков Микола Степанович
Мико́ла Степа́нович Шлепако́в  (трапляється ще написання — Шлєпаков; 11 березня 1898, село Моклочиха, тепер Маловишерського району Новгородської області, Росія — 13 квітня 1968) — український філософ родом із Росії. Доктор філософських наук. Професор. Засновник і перший завідувач кафедри історії філософії в Київському університеті на філософському факультеті. Батько історика Арнольда Шлепакова.

## Життєпис
Микола Шлепаков був членом РСДРП(б) з дореволюційним стажем. Брав участь у громадянській війні на боці червоних: був політпрацівником у дивізії Миколи Щорса.
З 1922 року працював в Україні в системі освіти. 1930 року закінчив Інститут червоної професури. Того ж року здобув звання професора й розпочав викладати філософію у вищих навчальних закладах Харкова — інституті коммунального господарства та університеті.
У 1932 сектор науки НКО УРСР запропонував кандидатуру Шлепакова Харківській державній науковій бібліотеці імені В. Г. Короленка на посаду консультанта — бібліографа до науково-методичного відділу. Цей відділ був сформованим на базі консультаційно — бібліографічного, яким керував Б. О. Борович. Завданням Шлепакова було очистити від «шкідливої літератури» предметовий каталог, створений Боровичем та побудувати його на засадах марксизму — ленінизму.
Під час війни, у 1941—1943 роках, працював в Об'єднаному українському державному університеті в Казахстані.
Від 1945 року викладав у Київському університеті, де був деканом філософського факультету, засновником і першим завідувачем кафедри історії філософії. Читав курс історії філософії, в останні роки — спеціальні курси з критики тогочасної не марксистської філософії та соціології.
Помер 1968 року. Похований у Києві.

## Наукова діяльність
Хоч Шлепаков послідовно дотримувався положень марксистської філософії в радянській інтерпретації, усе ж він ознайомлював студентів із новітніми надбаннями західноєвропейської філософії та соціології.
Автор праць із діалектичного та історичного матеріалізму та історії філософії, серед яких:
- Про форми переходу різних країн до соціалізму. — К., 1957.
- Книга В. І. Леніна «Матеріалізм і емпіріокртицизм» — могутня зброя в боротьбі проти сучасної буржуазної філософії і ревізіонізму. — К., 1959.